# Ficcionalismo
En filosofía de las matemáticas, el ficcionalismo considera que las proposiciones y teorías matemáticas pretenden ser sobre objetos matemáticos abstractos, como sugiere el platonismo, pero no existen cosas tales como objetos abstractos, y por lo tanto las teorías matemáticas no son ciertas.
Se planteó en 1980 cuando Hartry Field publicó Science Without Numbers, que rechazó y de hecho revirtió el argumento de indispensabilidad, donde Quine sugirió que las matemáticas eran indispensables para nuestras mejores teorías científicas y por lo tanto se deberían aceptar como un cuerpo de verdades que hablan de entidades independientes existentes. En cambio, Field sugirió que las matemáticas son prescindibles y por lo tanto se deberían considerar como un cuerpo de falsedades que no hablan de nada real.